# Annales des Sciences d'Observation
Annales des Sciences d'Observation (abreviado Ann. Sci. Observ.) es una revista ilustrada con descripciones botánicas que fue editada  en Francia. Se publicaron los números 1 al 4 desde el año 1829 hasta 1830. 